# Oshare My Dream / Elegant Girl
Singles par Kitagawa Mimi (CV Ogawa Mana) with MM Gakuen Gasshōbu
Mecha Mote Tai!
(2010)
 Oshare My Dream / Elegant Girl  (おしゃれ マイドリーム / エレガントガール) est un single "double face A", collaboration entre le Nice Girl Project! et le Hello! Project, dont le premier titre est attribué à Kitagawa Mimi (CV Ogawa Mana) with MM Gakuen Gasshōbu (北神未海（CV 小川真奈）with MM学園 合唱部), et le deuxième à Ibu Himuro (CV Sugaya Risako / Berryz Kōbō) (氷室衣舞（CV 菅谷梨沙子/Berryz工房）).

## Présentation
Le single sort le 13 octobre 2010 au Japon sous le label TNX, distribué par Pony Canyon. Il est écrit (sous un pseudonyme) et produit par Tsunku. Il atteint la 10e place du classement de l'Oricon, et reste classé pendant trois semaines. Il sort aussi en trois éditions limitées notées "A", "B" (avec une inversion des titres), et "C", avec des pochettes différentes, les deux premières contenant un DVD différent en supplément.
C'est un disque collaboratif, souvent considéré comme le 5e single de Mana Ogawa sous son identité alternative de Mimi Kitagawa, personnage de fiction héroîne de la série anime Gokujō!! Mecha Mote Iinchō, accompagnée du groupe MM Gakuen Gasshōbu créé pour la série et formé des membres du Nice Girl Project! ; Ogawa n'interprète que la première chanson du disque, Oshare My Dream, qui sert de cinquième générique d'ouverture à la série. La deuxième chanson, Elegant Girl, qui sert de huitième générique de fin à la série, est interprétée par Risako Sugaya, membre de Berryz Kōbō, sous l'identité de Himuro Ibu, autre personnage de la série.
Les deux chansons sont accompagnées de leurs versions instrumentales. Elles figureront sur le deuxième album compilant les chansons de la série, Mecha Mote Iinchō Mecha Hit Kyokushū 2, qui sortira début 2011. Auparavant, la chanson Oshare My Dream figurera en fin d'année sur une compilation de chansons d'anime par des artistes de TNX ou du Hello! Project, Minna no Idol Collection (...), tandis que Elegant Girl figurera sur la compilation annuelle du Hello! Project Petit Best 11.
Le single restera le dernier de Mana Ogawa en tant que Mimi Kitagawa, la série se terminant l'année suivante. Les couvertures de l'édition régulière et de l'édition "C" montrent les deux chanteuses ensembles. Celle de l'édition "A" ne montre que Mana Ogawa, le DVD inclus ne contenant que le clip de sa chanson Oshare My Dream et son making of. Celle de l'édition "B" ne montre que Risako Sugaya, inversant les titres des chansons et les noms des artistes et indiquant donc Elegant Girl / Oshare My Dream (エレガントガール / おしゃれ マイドリーム) par Ibu Himuro (...) / Kitagawa Mimi (...), avec un DVD ne contenant que le clip et le making of de Elegant Girl.

## Liste des titres
Toutes les chansons sont écrites et composées par Tsunku (sous un pseudonyme).
| 1. | Oshare My Dream (おしゃれ マイドリーム)                       | Kitagawa Mimi (CV Ogawa Mana) with MMGG     |  |
| 2. | Elegant Girl (エレガントガール)                               | Ibu Himuro (CV Sugaya Risako / Berryz Kōbō) |  |
| 3. | Oshare My Dream (Original Karaoke) (... オリジナル・カラオケ) | (instrumental)                              |  |
| 4. | Elegant Girl (Original Karaoke) (... オリジナル・カラオケ)    | (instrumental)                              |  |

| 1. | Oshare My Dream (Music Video) (... ミュージックビデオ) | Kitagawa Mimi (CV Ogawa Mana) with MMGG |  |
| 2. | Oshare My Dream Making Eizo (... メイキング映像)       | (making of)                             |  |

| 1. | Elegant Girl (エレガントガール)                               | Ibu Himuro (CV Sugaya Risako / Berryz Kōbō) |  |
| 2. | Oshare My Dream (おしゃれ マイドリーム)                       | Kitagawa Mimi (CV Ogawa Mana) with MMGG     |  |
| 3. | Elegant Girl (Original Karaoke) (... オリジナル・カラオケ)    | (instrumental)                              |  |
| 4. | Oshare My Dream (Original Karaoke) (... オリジナル・カラオケ) | (instrumental)                              |  |

| 1. | Elegant Girl (Music Video) (... ミュージックビデオ) | Ibu Himuro (CV Sugaya Risako / Berryz Kōbō) |  |
| 2. | Elegant Girl Making Eizo (... メイキング映像)       | (making of)                                 |  |